# Amber Heard

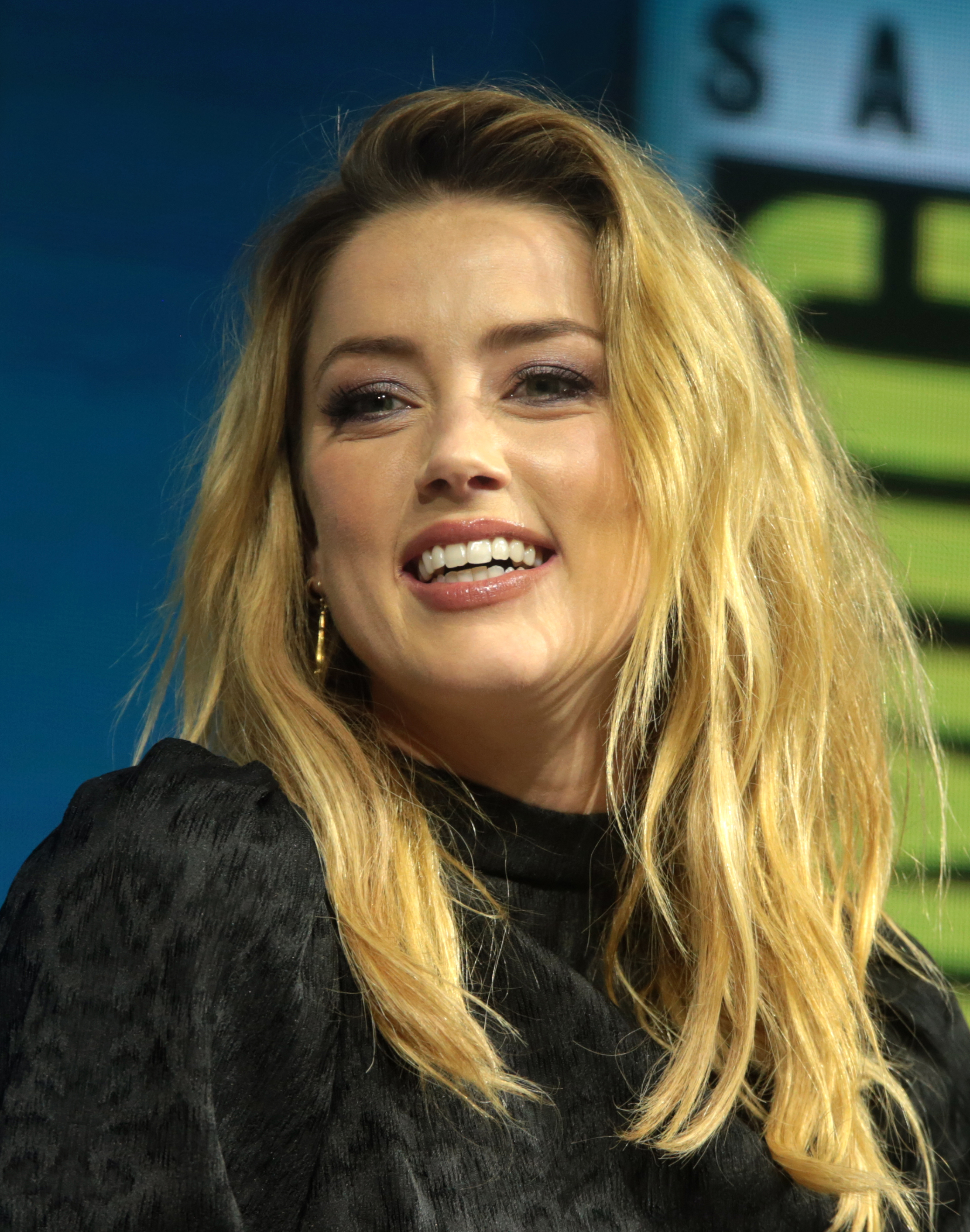
Amber Heard auf der San Diego Comic-Con 2018

Amber Laura Heard (* 22. April 1986 in Austin, Texas) ist eine US-amerikanische Schauspielerin.

## Karriere

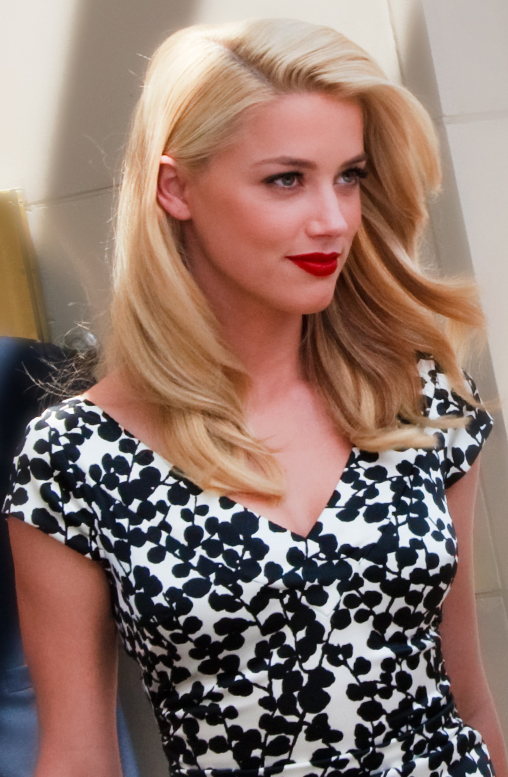
Amber Heard auf dem Toronto International Film Festival 2009

Amber Heard begann ihre Schauspielkarriere mit Nebenrollen in diversen Fernsehserien. Sie war als Liz in der Pilotfolge von Jack & Bobby (2004) und als Riley in einer Episode von The Mountain (2004) zu sehen. Außerdem hatte sie einen kurzen Auftritt als Verkäuferin in O.C., California (2005).
Ihre erste Filmrolle war die der Maria in dem Sportfilm Friday Night Lights – Touchdown am Freitag (2004). Im Anschluss spielte sie die Rolle der Shay in dem Horrorfilm SideFX (2005), danach hatte sie Nebenrollen in Drop Dead Sexy (2005), Price to Pay (2006) und You Are Here (2007).
Größere Bekanntheit erlangte sie durch das Filmdrama Kaltes Land (2005), in dem sie die Rolle der Josey Aimes im Teenageralter spielte, die als erwachsene Frau von Charlize Theron verkörpert wurde, und als Alma in Nick Cassavetes Alpha Dog – Tödliche Freundschaften (2006). Sie spielte 2006 in einer Episode von Criminal Minds die Lila, zudem die Titelrolle in All the Boys Love Mandy Lane. Der Horrorfilm, der auf dem Toronto International Film Festival im September 2006 bereits Premiere feierte, kam erst 2008 in die Kinos. 2007 spielte Heard die Rolle der Greta Matthews in der Fernsehserie Hidden Palms. Wegen schwacher Einschaltquoten wurden nur acht statt der geplanten zwölf Episoden ausgestrahlt. Im selben Jahr war sie noch in dem Kurzfilm Day 73 with Sarah und in dem Independent-Drama Remember the Daze (Alternativ: The Beautiful Ordinary) zu sehen.
2008 spielte sie neben Sean Faris und Cam Gigandet in dem Film The Fighters und in der Komödie Ananas Express. Sie hatte außerdem einen Auftritt in der Serie Californication (2007) und schloss sich dem Ensemble von The Informers (2008), basierend auf dem gleichnamigen Roman von Bret Easton Ellis, an. 2009 war sie in dem Thriller Stepfather und in der erfolgreichen Horrorkomödie Zombieland zu sehen. 2011 wirkte sie neben Nicolas Cage in dem Actionfilm Drive Angry mit, wodurch sie ihr Image als Scream-Queen in John Carpenters The Ward bestärkte. Im März 2010 begannen die Dreharbeiten zu The Rum Diary, in dem Heard an der Seite von Johnny Depp mitwirkte. Der Film lief ab Oktober 2011 in den amerikanischen Kinos.
Im September 2011 war Heard in der NBC-Serie The Playboy Club in einer Hauptrolle als Playboy-Bunny Maureen zu sehen. Aufgrund der schlechten Quoten wurde die Serie bereits nach drei ausgestrahlten Folgen abgesetzt. 2013 hatte Heard in den Filmen Paranoia – Riskantes Spiel sowie Machete Kills, der Fortsetzung von Machete weitere Hauptrollen. 2018 spielte sie die weibliche Hauptrolle der Prinzessin Mera im DC-Comics-Film Aquaman von James Wan.
Heard spielte ab Juli 2025 beim Williamstown Theatre Festival in Massachusetts im Stück "Spirit of the People" mit. Es war ihre erste Rolle in einem Theaterstück und ihre erste Schauspielrolle seit 2023, als sie in dem Thriller "In the Fire" und als Mera in "Aquaman and the Lost Kingdom" zu sehen war.

## Privates
Bei der 25-Jahr-Feier der Gay and Lesbian Alliance Against Defamation (GLAAD; englisch für ‚Allianz von Schwulen und Lesben gegen Diffamierung‘) im Jahr 2010 hatte Heard ihr Coming-out als Bisexuelle. Sie lebte mit ihrer Lebensgefährtin, der Fotografin Tasya van Ree, bis zur Trennung im Juni 2012 in Los Angeles. Während ihrer Beziehung wurde Amber Heard im Jahr 2009 aufgrund eines Falls der häuslichen Gewalt gegen van Ree verhaftet, der aber nicht weiter verfolgt wurde und sowohl von Heard als auch von van Ree dementiert wurde.
Heard äußerte 2014 Bewunderung für Ayn Rand und deren Ideen (Objektivismus).
Im Januar 2014 verlobten sich Heard und Johnny Depp; am 3. Februar 2015 heirateten sie. Sie hatten sich bei den Dreharbeiten zu The Rum Diary kennengelernt. Am 26. Mai 2016 wurde bekannt, dass Heard die Scheidung eingereicht hatte. Heard warf Depp vor, sie unter Drogen- und Alkoholeinfluss körperlich misshandelt zu haben, der Schauspieler stritt die Vorwürfe aber ab. Nach einer Scheidungsvereinbarung erhielt Amber Heard 7 Millionen USD. 2018 behauptete sie, alles gespendet zu haben. Im Mai 2022 musste sie vor Gericht zugeben, dass sie die 7 Millionen Dollar Scheidungsgeld nicht für wohltätige Zwecke gespendet hat.
Im Juni 2017 gab Elon Musk bekannt, mit Amber Heard liiert zu sein, im August 2017 trennten sie sich.
Heard ist Mutter einer Tochter, die am 8. April 2021 auf die Welt kam und von einer Leihmutter ausgetragen wurde. Spätestens seit dem Jahr 2023 lebt sie in Spanien. Im Mai 2025 wurde sie Mutter von Zwillingen (Tochter und Sohn).

## Gerichtsstreit mit Johnny Depp
Im Jahr 2018 veröffentlichte Amber Heard in der Washington Post einen Meinungsartikel mit der Überschrift „Ich habe mich gegen sexuelle Gewalt ausgesprochen – und mich dem Zorn unserer Kultur gestellt. Das muss sich ändern.“ Sie erwähnte Johnny Depp nicht beim Namen. Einige Medien begriffen jedoch, dass er damit gemeint war, und griffen dies in ihrer Berichterstattung auf. Vor Gericht bestätigte Heard, dass der Artikel unter anderem von Depp handelte.
Ende 2019 wurden private Audiomitschnitte bekannt, aus denen sich schließen lässt, dass Johnny Depp von Amber Heard geschlagen wurde. Als Reaktion auf die Veröffentlichung der Mitschnitte unterzeichneten über 3,3 Millionen Menschen eine Petition auf der Webseite Change.org, in der die Suspendierung Heards von den Dreharbeiten zu dem Film Aquaman 2 gefordert wurde.
Johnny Depp verklagte die britische Boulevardzeitung The Sun wegen Diffamierung, als sie ihn in einem Artikel aus dem Jahre 2018 als Ehefrauenschläger betitelte. Er verlor 2020 vor einem britischen Gericht. „Ein wiederkehrendes Thema in Herrn Depps Beweisen war, dass Frau Heard einen Schwindel konstruiert und dass sie dies als ‚Versicherungspolice‘ getan hatte – vermutlich für den Fall, dass die Ehe zerbrach [...] ihre Spende von 7 Millionen US-Dollar für wohltätige Zwecke ist kaum die Tat, die man von einer Goldgräberin erwarten würde“, sagte Richter Nicol und wies die Klage ab. Der Richter bewertete zwölf von Heards vierzehn Behauptungen im britischen Prozess als glaubwürdig (substantial true). Einer Berufung wurde nicht stattgegeben.
Im Jahr 2022 verklagte Johnny Depp Amber Heard wegen Verleumdung aufgrund des 2018 erschienenen Meinungsartikels in der Washington Post. Der Prozess begann im April 2022 in den USA und wurde per Livestream auf Youtube übertragen, sodass die Weltöffentlichkeit das Gerichtsverfahren verfolgen konnte. Depp wies die Vorwürfe, dass er Gewalt gegen sie verübt habe, zurück und sagte aus, dass er Opfer häuslicher Gewalt durch Amber Heard geworden sei. Er veröffentlichte dazu zwei Tonaufnahmen: In einer ist zu hören, wie sie zugibt, ihn zu schlagen (hitting). In einer anderen Tonspur sagte Heard aus: „Sag der Welt […] ich, Johnny Depp, ein Mann, bin Opfer […] häuslicher Gewalt. Lass uns sehen, wer es glaubt, dass […] ein weißer privilegierter Mann Opfer einer Frau sein kann“. Sie bezog sich damit angeblich darauf, dass Depp als Antwort auf Heards Aussage, sie habe in einer Auseinandersetzung Todesangst verspürt, angab, es habe sich um einen fairen Kampf gehandelt, in dem er auch Opfer sei. Shannon Curry, eine von Depps Anwälten beauftragte klinische und forensische Psychologin, erstellte ein psychologisches Gutachten über Heard. Vor Gericht sagte Curry aus, dass Heard sowohl an einer Borderline- als auch an einer histrionischen Persönlichkeitsstörung leide. Dieser Einschätzung widersprach die forensische Psychologin Dawn Hughes, die von Heards Anwälten in den Zeugenstand gerufen wurde, und diagnostizierte stattdessen eine posttraumatische Belastungsstörung. In vor Gericht verlesenen Textnachrichten schrieb Depp darüber, wie er Heard umbringen und vergewaltigen würde. Nach Aussage Depps soll es sich um eine humoristische Anspielung auf einen Monty-Python-Sketch gehandelt haben. In weiteren verlesenen Nachrichten schrieb er von anderen Frauen als „Huren“, „Spermafresserinnen“ und „Fotzen“. Depp verlor seine Rolle als Gellert Grindelwald in der Phantastische-Tierwesen-Filmreihe und sollte auch nicht mehr als Captain Jack Sparrow in Fortsetzungen der Fluch-der-Karibik-Reihe auftreten.
In sozialen Medien kursierte der Hashtag #JusticeForJohnnyDepp, der auf TikTok 12 Milliarden Mal angesehen wurde; der Hashtag #JusticeForAmberHeard wurde 44 Millionen Mal angesehen. Die Meinung in den sozialen Netzwerken richtete sich schon früh während des Prozesses gegen Heard. Der Schmähname #AmberTurd frequentierte dabei besonders häufig; eine Beleidigung, die darauf abzielte, dass sie in Depps Bett defäkiert haben soll. Während des Gerichtsprozesses entließ Heard ihr PR-Team, das von früheren Mitgliedern von Barack Obamas Arbeitsgruppe für Öffentlichkeitsarbeit gegründet worden war.
Johnny Depp gewann in dem US-amerikanischen Prozess in allen drei Anklagepunkten. Amber Heard wurde zu 10 Millionen US-Dollar Schadensersatz und 5 Millionen US-Dollar Strafschadensersatz verurteilt. Letzterer ist jedoch gesetzlich bei 350.000 US-Dollar gedeckelt, sodass sie nur 10,35 Millionen US-Dollar an Depp zahlen muss. Amber Heard erhielt in einem von drei Anklagepunkten gegen Depps Anwalt Recht; dabei ging es um ein bestimmtes Ereignis, bei dem Amber Heard einen angeblichen Tatort manipuliert haben soll. Dies sei diffamierend, urteilte die Jury. Die beiden anderen Aussagen, in denen Depps Anwalt Heards Behauptungen als „abuse hoax“ bezeichnete und sagte, dass sie und ihre Freunde in den Medien „fake sexual allegations as both a sword and a shield“ verwendeten, wurden von der Jury als nicht-diffamierend gewertet. Johnny Depp musste ihr 2 Millionen US-Dollar Schadensersatz, jedoch keinen Strafschadensersatz zahlen. Nachdem Heard gegen das Urteil Berufung eingelegt hatte, einigten sich Heard und Depp im Dezember 2022 schließlich auf einen Vergleich, nach dem Heard 1 Million US-Dollar an Depp zu zahlen hatte.
Im August 2023 veröffentlichte Netflix eine aus über 200 Stunden Filmmaterial zusammengeschnittene Dokumentation zu dem Rechtsstreit zwischen Heard und Depp.

## Filmografie
Filme
- 2004: Friday Night Lights – Touchdown am Freitag (Friday Night Lights)
- 2005: SideFX
- 2005: Drop Dead Sexy
- 2005: Kaltes Land (North Country)
- 2006: Price to Pay
- 2006: The Prince (Fernsehfilm)
- 2006: Alpha Dog – Tödliche Freundschaften (Alpha Dog)
- 2006: All the Boys Love Mandy Lane
- 2007: You Are Here
- 2007: Day 73 with Sarah (Kurzfilm)
- 2007: The Beautiful Ordinary (Remember The Daze)
- 2008: The Fighters (Never Back Down)
- 2008: Ananas Express (Pineapple Express)
- 2008: The Informers
- 2009: ExTerminators
- 2009: Familie Jones – Zu perfekt, um wahr zu sein (The Joneses)
- 2009: Zombieland
- 2009: Stepfather (The Stepfather)
- 2010: And Soon the Darkness
- 2010: The River Why
- 2010: The Ward
- 2011: Drive Angry
- 2011: The Rum Diary
- 2013: Syrup
- 2013: Paranoia – Riskantes Spiel (Paranoia)
- 2013: Machete Kills
- 2014: 3 Days to Kill
- 2015: One More Time
- 2015: Magic Mike XXL
- 2015: The Danish Girl
- 2015: The Adderall Diaries
- 2017: Ja, ich will … bis ich nein sage (I Do … Until I Don’t)
- 2017: Justice League
- 2018: Aquaman
- 2018: London Fields
- 2018: Her Smell
- 2019: L. A. Rebels – Ausbruch der Gewalt (Gully)
- 2021: Zack Snyder’s Justice League
- 2023: In the Fire
- 2023: Aquaman: Lost Kingdom (Aquaman and the Lost Kingdom)

Fernsehserien
- 2004: Jack & Bobby (Folge 1x01 Gute und schlechte Tage)
- 2004: The Mountain (Folge 1x08 A Piece Of The Rock)
- 2005: O.C., California (The O.C., Folge 2x15 Eingesperrt)
- 2006: Criminal Minds (Folge 1x18 Rote Anemonen)
- 2007: Hidden Palms (8 Folgen)
- 2007: Californication (Folge 1x08 Vater und Sohn)
- 2011: Top Gear (Folge 16x05)
- 2011: The Playboy Club (7 Folgen)
- 2015: Overhaulin’ (Folge 9x01 Amber Heard’s Mustang)
- 2020–2021: The Stand – Das letzte Gefecht (The Stand, Fernsehserie, 8 Folgen)

## Theater
- 2025: Spirit of the People

## Auszeichnungen
Gewonnen
- 2008: Breakthrough Performance Award der Young Hollywood Awards
- 2010: Dallas Star Award auf dem Dallas International Film Festival

Nominiert
- 2009: bei den Detroit Film Critics Society Awards als Bestes Ensemble für Zombieland
- 2010: bei den MTV Movie Awards in der Kategorie Best Scared-As-S**t Performance für Zombieland
- 2019: bei der Goldenen Himbeere in der Kategorie Schlechteste Schauspielerin für London Fields
- 2019: bei den Saturn Awards in der Kategorie Beste Nebendarstellerin für Aquaman

## Dokumentarfilme
- Johnny Depp gegen Amber Heard (Depp v. Heard). 3 Teile. 146 Min. Regie: Emma Cooper. Vereinigtes Königreich 2023.[43][44][45]